# Guerras de Xinjiang
Guerras de Xinjiang,  Sinquião ou Xinjião foram uma série de conflitos armados que ocorreram dentro de Sinquião na República da China durante a Era dos Senhores da Guerra na China e a Guerra Civil Chinesa. Essas guerras também desempenharam um papel importante no movimento de independência do Turquestão Oriental.

## Grandes conflitos
- Rebelião de Kumul (1931-1934)
- Invasão soviética de Xinjiang (1934)
- Revolta de Charkhlik  (1935)
- Levante islâmico em Sinquião (1937)
- Rebelião de Ili (1944-1949)

## Incidentes
- Rebelião quirguiz